# Audrey Azoulay
Audrey Azoulay (ur. 4 sierpnia 1972 w La Celle-Saint-Cloud) – francuska urzędniczka państwowa pochodzenia marokańskiego, od 2016 do 2017 minister kultury i komunikacji, od 2017 dyrektor generalny UNESCO

## Życiorys
Urodziła się w rodzinie marokańskich Żydów pochodzących z As-Suwajry. Jej ojciec André Azoulay był doradcą króla Maroka Hasana II, następnie został doradcą jego następcy Muhammada VI.
Audrey Azoulay ukończyła zarządzanie na Université Paris-Dauphine, uzyskała dyplom MBA na Lancaster University. Kształciła się następnie w Instytucie Nauk Politycznych w Paryżu oraz w École nationale d’administration. Od 2000 zatrudniona w administracji państwowej, m.in. w sądownictwie finansowym. Od 2006 pracowała w państwowym instytucie kinematograficznym (Centre national du cinéma et de l'image animée), była dyrektorem ds. prawnych i finansowych oraz zastępcą dyrektora generalnego tej instytucji.
We wrześniu 2014 została powołana na doradcę prezydenta François Hollande’a do sprawy kultury i komunikacji. W lutym 2016 dołączyła do rządu Manuela Vallsa jako minister kultury i komunikacji. Pozostała na tej funkcji również w utworzonym w grudniu 2016 rządzie Bernarda Cazeneuve’a, kończąc urzędowanie wraz z całym gabinetem w maju 2017.
13 października 2017 została wybrana na dyrektora generalnego UNESCO. W głosowaniu otrzymała 30 na 58 głosów oddanych przez członków Rady Wykonawczej UNESCO, dzięki czemu pokonała swojego konkurenta z Kataru. 10 listopada 2017 jej kandydaturę zatwierdziła Konferencja Generalna UNESCO. W 2021 wybrano ją na kolejną kadencję.

## Odznaczenia
- Komandor Orderu Sztuki i Literatury (z urzędu, 2016)[9]
- Oficer Ordre de la Valeur (Kamerun, 2022)[10]
- Order Prezydenta (Izrael, 2023)[11]
- Kawaler Narodowego Orderu Zasługi (Mauretania, 2024)[12]